# Cycas hoabinhensis
Cycas hoabinhensis K.L. Phan & T.H. Nguyen, 2004 è una pianta appartenente alla famiglia delle Cycadaceae, endemica del Vietnam.

## Descrizione
È una cicade con fusto eretto o acaulescente, alto sino a 0.6 m e con diametro di 5-8 cm..
Le foglie, pennate, lunghe 50-130 cm, sono disposte a corona all'apice del fusto e sono rette da un picciolo lungo 25-60 cm; ogni foglia è composta da 40-100 paia di foglioline lanceolate, con margine intero od ondulato, lunghe mediamente 20-28 cm, di colore verde brillante, inserite sul rachide con un angolo di 60-80°.
È una specie dioica con esemplari maschili che presentano microsporofilli disposti a formare strobili terminali di forma strettamente ovoidale o fusoidale, lunghi 10-12 cm e larghi 5-6 cm ed esemplari femminili con macrosporofilli che si trovano in gran numero nella parte sommitale del fusto, con l'aspetto di foglie pennate che racchiudono gli ovuli, in numero di 2-4.  
I semi sono ovoidali, ricoperti da un tegumento di colore giallo.

## Distribuzione e habitat
L'epiteto specifico hoabinhensis fa riferimento alla diffusione della specie nella provincia dell'Hoa Binh, in Vietnam.

Prospera su ripidi affioramenti calcarei nelle vicinanze di foreste sempreverdi chiuse.

## Conservazione
La IUCN Red List classifica hoabinhensis come specie in pericolo di estinzione (Endangered).

La specie è inserita nella Appendice II della Convention on International Trade of Endangered Species (CITES)